# 고스피치 학살
고스피치 학살(크로아티아어: Pokolj u Gospiću)은 크로아티아 독립 전쟁 기간이었던 1991년 10월 마지막 2주간 크로아티아의 고스피치에서 주로 세르브계 크로아티아인 100~120명이 집단 학살당한 사건이다. 희생자 대부분은 고스피치와 인근의 해안가 마을인 카를로바그에서 체포된 민간인이다. 대부분은 10월 16~17일에 체포되었다. 체포자 중 일부는 페루시치 막사로 끌려가 마을 인근의 리포바글라비차에서 처형당했고, 다른 일부는 고스피치의 파자리슈테 지역에서 총살당했다. 이 사살은 리카 비상대책본부 지휘관인 티호미르 오레슈코비치와 크로아티아 국가방위군 제118보병여단 지휘관인 미르코 노라츠 중령이다.
이 학살은 1997년 준군사조직 "가을비"의 한 전직 병사가 신문사 《페랄 트리부네》와의 인터뷰에서 자신의 부대가 고스피치의 민간인 학살에 관여했다고 말하면서 처음으로 공론화되었다. 2000년 들어 전 크로아티아 정보장교와 헌병장교가 처음으로 구유고슬라비아 국제형사재판소에 학살에 대해 증언한 뒤에야 공식적인 조사가 시작되었다. 오레슈코비치와 노라츠를 포함한 5명이 2001년 체포되어 재판을 받았다. 오레슈코비치, 노라츠와 스체판 그란디치는 유죄가 인정되어 2004년에 각각 14년형, 12년형, 10년형의 징역형을 선고받았다.

## 배경
1990년 8월 크로아티아에서는 세르브계 인구가 많은 고스피치 인근 리카 지역을 포함해 세르브계 다수 거주 구역에서 반란이 일어났다. 이후 반군 장악 지역은 SAO 크라이나로 이름이 붙여지고 크라이나가 세르비아와의 합병 의사를 밝히자 크로아티아 정부는 이를 반란으로 규정했다. 1991년 3월에는 이 분쟁이 크로아티아 독립 전쟁으로 확대되었다. 1991년 6월에는 크로아티아의 독립 선언과 동시에 유고슬라비아가 해체되었다. 이후 3개월간의 독립 유예 기간 끝에 10월 8일 독립이 정식으로 발효되었다.
유고슬라비아 인민군(JNA)이 점점 SAO 크라이나 지원 정도를 늘리자 크로아티아의 경찰만으로는 상황에 대처하기 어렵자 1991년 5월 크로아티아 국가방위군(ZNG)이 창설되었다. 크로아티아군의 무장은 9월에 도입된 유엔의 무기 금수 조치로 방해를 받았으며 크로아티아 내 군사 분쟁이 점점 격화되며 8월 26일에는 부코바르 전투가 시작되었다. 8월 말 들어서는 리카 지역의 전투도 격화되었고 9월 내내 고스피치 도시 내에서도 도시 장악을 위한 시가전이 계속되었다. 고스피치는 크로아티아군이 계속 장악했지만 전투 이후에도 세르비아군의 포격이 계속되었다. 전투로 마을이 큰 피해를 입고 대부분의 시민이 피난을 가 전투 후 3천명의 주민만 남았다. 전쟁 전에는 고스피치 인구가 세르브인 약 3천명을 포함해 총 8천명 정도가 있었다. 이전에 마을에 살았던 많은 세르브인이 도망쳤지만 크로아티아 정부는 텔레비전과 라디오 방송을 통해 돌아올 것을 촉구했다.
9월 말부터 민간인이 돌아오기 시작하자 고스피치의 경찰청장 이반 다소비치는 표면적으로는 '안보' 목적으로 귀환하는 세르브인의 명단을 작성해야 한다고 주장했다. 리카 지역의 비상대책본부 본부장 안테 카리치에 따르면 다소비치는 귀환하는 세르브인 사이에 '제5열'이 숨어들어가 마을의 방어 상태를 약화시킬 수 있다고 주장했다. 카리치는 이런 움직임에 반대했다고 말했으나 10월 10일에는 귀환자 명단이 만들어졌다. 인근의 카를로바그 마을로 돌아온 세르브인에 대해서도 유사한 명단이 10월 16일 작성되었다.
고스피치 경찰은 당시 크로아티아 내무부 장관 이반 베키치의 명령에 따라 국가방위군 제118보병여단, 고스피치 주둔 헌병대와 함께 리카 비상대책본부의 지휘 아래에 있었다. 또한 토미슬라브 메르체프가 지휘하는 "가을비"라는 별칭을 가진 자원병이 모인 준군사조직이 9월 고스피치로 배치되었으며 이 부대는 공식적으로는 내무부 산하로 두었다.

## 학살
리카 비상대책본부 본부장인 티호미르 오레슈코비치와 제118보병여단 사령관인 중령 미르코 노라츠는 부하들을 소집해 세르브인 민간인을 체포하고 페루시치 막사에 구금한 다음 전부 사살하라는 명령을 내렸다. 이 명령을 내린 날짜는 출처마다 다르다. 다소비치는 회의는 10월 15일 오후 9시경에 열렸으며 다소비치와 여러 장교가 회의에 참석했다고 증언했다. 이후 범죄 조사와 재판 증언 등 다른 출처에 따르면 이 회의는 10월 16일 혹은 17일에 열렸다. 크로아티아 대법원을 포함한 이 사건을 재판한 법원에서는 회의가 10월 17일 열렸으며 오레슈코비치와 노라츠는 참석자들에게 준비된 명단에 따라 체포한 민간인을 처형하라고 명령했다고 판단했다. 처형 집행의 구실로는 회의가 있기 전인 10월 13일 일어난 세르브계 준군사조직이 크로아트인을 학살한 시로카쿨라 학살이 사용되었다.
대부분은 10월 16일에서 17일 사이 고스피치와 카를로바그에서 체포되었다. 민간인, 특히 세르브인들이 10월 16일서부터 방공호에서 총구가 겨눠진 채 끌려나왔다. 이틀 후 고스피치 주민들은 마을의 가축시장에서 민간인들이 군용 트럭 11대에 실려가 다시는 보이지 않았다고 증언했다. 10월 17일에는 파자리슈테라고 알려진 고스피치의 지트니크에서 최소 10명의 민간인이 사살당했다. 10월 18일에는 페루시치 인근 리포바글라비차에서도 학살이 이어졌고 당시 제118보병여단이 주둔하고 있던 페루시치 막사에서도 39~40명이 추가로 구금된 후 총살형당했다. 10월 25일에는 고스피치와 카를로바그에서 세르브계 민간인 3명이 추가로 체포되었다. 이들도 12월 3일 라브니다바르 지역에서 총살당하고 시신이 수습되었다. 희생자 중 다수가 의사, 판사, 교수 등 저명한 세르브계 지식인들이었다. 살해된 다른 세르브인과 마찬가지로 이들도 크로아티아 국가에 충성하고 세르비아 크라이나 공화국 합류를 거부했기 때문에 처형이 더욱 가옥했다. 학살당한 사람들 중에 크로아트인도 있었는데 이들은 국가의 반세르비아 정책을 반대한 반정부 인사로 추정된다.

## 여파
고스피치 학살은 전쟁 기간 크로아티아가 저지른 가장 사망자가 많은 잔학 행위이다. 고스피치 학살의 사망자는 출처에 따라 다르긴 하지만 약 100명에서 120명 사이로 추정된다. 공식 통계에 따르면 1991년에서 1995년 사이 고스피치 지역에서 총 123명이 실종되었다.
시신 중 10구가 고스피치의 한 정화조에 버려진 채 돌과 흙더미 속에 파묻힌 채 방치되었다가 나중에 2000년 5월 구유고슬라비아 국제형사재판소(ICTY) 수사관들이 발견했는데 고스피치 시장의 불만스런 발언과 크로아티아의 참전용사의 거리 시위로 이어졌다. 페루시치 동쪽의 마을인 두게니베 인근에서 추가로 24구의 시신이 불탄 채 버려졌으나 1991년 12월 25일 유고 인민군 제6여단이 이를 발견하고 회수하여 우드비나에서 약 15 km 떨어진 데벨로브르도에 다시 묻혔다. 18구는 집단무덤에 묻혔고, 나머지 6구는 개별적으로 묻혔으나 나중에 유가족이 발굴해 다른 곳에 다시 묻혀졌다. 범죄 수사를 하던 도중인 2000년 12월에 이 집단무덤이 발견되었다. 1992년에는 크로아티아 정부가 부대원 일부를 잠시 투옥했으나 기소 없이 곧바로 석방되었다.
1997년 7월, 지금은 폐간되어 사라진 《페랄 트리부네》는 학살에 관여했다고 주장한 준군사조직 "가을비"의 한 대원인 미로슬라브 바이라모비치의 상세한 증언을 보도했다. 인터뷰에서 바이라모비치는 자신의 부대가 고스피치에서 민족 청소하라는 명령을 받았다고 증언했다. 또한 그는 크로아티아의 대통령 프라뇨 투지만의 측근인 토미슬라브 메르체프로부터 포로들을 "끝을 내라"는 명령을 받기도 했으며, 베키치도 자신의 임무를 명확하게 알고 있었다고 증언했다. 바이라모비치와 인터뷰에 등장한 다른 부대원 3명은 체포되었으나 베키치는 바이라모비치의 증언을 부인했고 크로아티아의 여러 정부 관료도 어떠한 책임도 없었다고 부인했다. 결국 ICTY가 이 4명에 대한 정보 공개를 요청했다. 투지만은 학살을 세르브인과 외국의 스파이 탓으로 돌렸다. 그는 학살과 관련된 크로아티아 민병대 지휘관을 잠시 체포했으나 나중에 석방시키고서 내무부 요원으로 배정했다.
1998년에는 밀란 레바르와 즈덴코 로파츠라는 2명의 크로아티아군 정보장교와 헌병장교가 ICTY에 접근해 사건과 관련된 정보를 제공했다. 나중에 살해된 레바르는 특히 고스피치에서 약 50명의 처형 장면을 목격했다고 증언해 증인으로서 가치가 높았다. 새롭게 수립된 신내각의 크로아티아 법무행정부 장관인 란코 마리얀은 전임 내각과 경찰이 사건 추적을 제대로 하지 못한 일을 비판했지만 크로아티아 정부도 2000년 8월 30일 차량 폭탄 테러로 살해된 레바르를 보호하지 못했다. 고스피치에서 일어난 살해 사건 수사는 크로아티아군 현역 장교 7명과 퇴역 장교 5명이 "12장군 서한"으로 범죄를 수사하는 정부를 공개적으로 비난하면서 큰 차질을 빚었다. 이 때문에 당시 크로아티아의 대통령 스테판 메시치는 현역 장교 7명을 강제 퇴역시켰다. 서한을 보낸 장군 중에서는 1995년 9월부로 소장으로 진급한 노라츠도 있다.

### 오레슈코비치 외 재판
2000년 말 고스피치 학살 사건의 공식 조사가 시작되면서 2001년 2월에는 오레슈코비치, 노라츠, 스체판 그란디치, 이비차 로지치, 밀란 차니치에 대한 체포영장이 발부되었다. 노라츠는 정부가 자신을 ICTY에 넘길 것이 확실하다고 생각하고 2주간 경찰을 피해 잠적했다. 그란디치, 로디치, 차니치 친인척들은 고스피치 주민의 지원을 받아 피고인들을 구치소로 이송하기 위해 파견된 경찰 밴을 포위하고 경찰의 체포를 막으러 시도했다. 여기에 2월 11일 스플리트에서 15만명이 참여한 검찰 반대 시위로 체포 반대 운동이 절정에 달했다. 당시 자그레브에서도 시위가 일어나 13,000명의 시위대가 몰려들었다. 결국 크로아티아 정부가 ICTY가 아닌 크로아티아 내 법원에서 재판을 할 것이란 보장을 한 후 노라츠는 2월 21일 항복하고 체포되었다.
3월 5일에에는 5명의 피고인이 고스피치와 카를로바그에서 민간인 50명을 살해한 혐의로 공식 기소되었다. 재판은 리예카 지방법원에서 진행되었으며, 리예카 법원에 120명의 증인, 베오그라드에서 증언한 고스피치 피격 생존자 18명의 증언, 신변 안전을 우려해 독일로 망명간 크로아티아 국적자 2명의 증언 등이 제출되었다. 이 두 사람 중 한명인 로파츠는 자신의 안전에 대한 정부의 보장을 불신해 증언을 거부했다. 2003년 3월 법원은 피고에게 유죄를 선고했고 오레슈코비치는 징역 15년형, 노라츠는 징역 12년형을 선고받았다. 그란디치는 10년형을 선고받았고 로지치와 차니치는 증거 부족으로 무죄 판결을 받았다. 이 사건은 2004년 크로아티아 대법원까지 항소심이 이어졌고 대법원은 오레슈코비치, 노라츠, 그란디치의 1심 판결을 유지하고 로자치와 차니치의 무죄 판결도 유지했다. BBC 뉴스는 리예카 지방법원 판사 이카 샤리치가 "침묵의 음모"라고 부를 정도의 오랜 기간의 칩거 끝에 크로아티아 정부가 자국민이 저지른 전쟁 범죄에 대처하러는 의지를 보인 판결이었다고 평했다.
바이라모비치와 준군사조직 대원 4명은 고스피치 사건과는 무관하게 1991년 파크라츠 인근의 폴랴나에서 저지른 세르브인과 크로아트인 민간인 살해와 학대 관련 혐의로 유죄 판결을 받았다. 이들은 각각 3년에서 12년 사이의 징역형을 선고받았다. 2012년부터 메르체프는 폴랴나에서 발생한 전쟁 범죄와 관련된 지휘책임 관련 혐의로 재판을 받고 있으며, 2017년 대법원에서 7년 징역형을 선고받고 복역하다 2020년 3월 지병으로 출소하고 2020년 11월 17일 사망했다.

## 같이 보기
- 크로아티아 독립 전쟁의 학살 목록

## 참고 문헌
서적
- Central Intelligence Agency, Office of Russian and European Analysis (2002). 《Balkan battlegrounds: a military history of the Yugoslav conflict, 1990–1995, Volume 2》. Washington, D.C.: Central Intelligence Agency. ISBN 978-0-16-066472-4.
- 《Eastern Europe and the Commonwealth of Independent States》. London, England: Routledge. 1999. ISBN 978-1-85743-058-5.
- Goldstein, Ivo (1999). 《Croatia: A History》. Montreal, Quebec: McGill-Queen's University Press. ISBN 978-0-7735-2017-2.
- Taylor, Tony (2008). 《Denial: History Betrayed》. Melbourne, Australia: Melbourne University Publishing. ISBN 978-0-522-85907-2.
- Off, Carol (2010). 《The Ghosts of Medak Pocket: The Story of Canada's Secret War》. Random House of Canada. ISBN 978-0-30737-078-5.

뉴스 르포
- “Analysis: Croatia and war crimes”. 《BBC News》. 2001년 2월 23일.
- Babić, Jasna (2003년 3월 26일). “Hrvatska napokon smogla snage da osudi svoje ratne zločince” [Croatia Finally Finds Resolve to Convict its War Criminals]. 《Nacional (weekly)》 (크로아티아어). 2013년 10월 29일에 원본 문서에서 보존된 문서.
- Celevska, Ivančica (2002년 9월 6일). “Dasović: Norac je skočio i rekao da moramo odraditi egzekucije!” [Dasović: Norac Leaped Up and Said We Must Do Executions!]. 《Slobodna Dalmacija》 (크로아티아어).
- Celevska, Ivančica (2002년 8월 16일). “Karić: Optuženi su krivi jer ne žele reći nalogodavce zločina iz državnog vrha” [Karić: The Defendants are Guilty Because They Refuse to Name Those Among the National Leadership Who Ordered the Crime]. 《Slobodna Dalmacija》 (크로아티아어).
- Bellamy, Christopher (1992년 10월 10일). “Croatia built 'web of contacts' to evade weapons embargo”. 《The Independent》.
- “Croat general guilty of executions”. 《BBC News》. 2003년 3월 24일.
- “Dvadeset dvije godine od stradanja u Širokoj Kuli” [Twenty-second Anniversary of Široka Kula Killings] (크로아티아어). Croatian Radiotelevision. 2013년 10월 13일. 2014년 1월 1일에 원본 문서에서 보존된 문서. 2014년 1월 1일에 확인함.
- Engelberg, Stephen (1991년 3월 3일). “Belgrade Sends Troops to Croatia Town”. 《The New York Times》.
- Hedges, Chris (1997년 9월 5일). “Croatian's Confession Describes Torture and Killing on Vast Scale”. 《The New York Times》.
- Hedges, Chris (1998년 2월 15일). “Threats Worry 3 Who Tied Croatian Army to Atrocities”. 《The New York Times》.
- Jakelić, Ivana (2013년 7월 11일). “Svjedok na suđenju Merčepu: U školi mučeni civili? Gluposti!” [Witness at Merčep Trial: Civilians Tortured in the School? Nonsense!]. 《Večernji list》 (크로아티아어).
- Lukić, Slavica (2010년 10월 19일). “Josipović je u kampanji 2009. obećao da nerazjašnjeni zločin nad Levarom neće pasti u zaborav” [Josipović Promised in 2009 Campaign that Unsolved Levar Crime Will Not Be Forgotten]. 《Jutarnji list》 (크로아티아어).
- Marijačić, Ivica (2001년 4월 27일). “Fatima Skula zanijekat će iskaz o likvidacijama Srba?!” [Fatima Skula to Recant her Testimony on Killings of Serbs?!]. 《Slobodna Dalmacija》.
- Marijačić, Ivica (2000년 12월 15일). “Pronađeni dokazi protiv Oreškovića?” [Evidence Against Orešković Found?]. 《Slobodna Dalmacija》 (크로아티아어).
- Marković, Marko (2000년 5월 7일). “U Gospiću nije bilo Srba koliko mi ubojstava pripisuju” [There Were Fewer Serbs in Gospić than Murders I'm Charged with]. 《Slobodna Dalmacija》 (크로아티아어).
- Pleše, Mladen (2002년 11월 6일). “Nisam htio svjedočiti jer ne vjerujem Račanovoj vlasti” [I Did Not Want to Testify Because I Distrust Račan Government]. 《Nacional (weekly)》 (크로아티아어). 2013년 10월 29일에 원본 문서에서 보존된 문서.
- “Priča o Merčepu: Kako je država postala 'suučesnik' u masovnom ubojstvu” [Merčep Story: How Did the State Become an Accomplice in a Mass Murder]. 《Nacional (weekly)》 (크로아티아어). 2010년 12월 10일. 2013년 5월 9일에 원본 문서에서 보존된 문서.
- Šetka, Snježana; Šagolj, Zoran; Ljubić, Mirjana (2001년 2월 12일). “Split: 150 tisuća puta "Svi smo mi Mirko Norac"” [Split: 150 Thousand Times "We All Are Mirko Norac"]. 《Slobodna Dalmacija》 (크로아티아어).
- “Slučaj generala Norca” [General Norac Case] (크로아티아어). Croatian Radiotelevision. 2001년 2월 15일. 2015년 9월 24일에 원본 문서에서 보존된 문서.
- Smith, R. Jeffrey (2000년 5월 18일). “Croatia Moves to Expose Its Ugly Secret”. 《The Washington Post》.
- Steele, Jonathan (2000년 9월 30일). “Croatia's president gives seven generals their marching orders”. 《The Guardian》.
- Sudetic, Chuck (1991년 4월 2일). “Rebel Serbs Complicate Rift on Yugoslav Unity”. 《The New York Times》.
- Sudetic, Chuck (1991년 6월 26일). “2 Yugoslav States Vote Independence To Press Demands”. 《The New York Times》. 2012년 11월 10일에 원본 문서에서 보존된 문서.
- Sudetic, Chuck (1991년 6월 29일). “Conflict in Yugoslavia; 2 Yugoslav States Agree to Suspend Secession Process”. 《The New York Times》.

기타 출처
- “Crime in Gospić”. Centre for Peace, Non-violence, and Human Rights. 2013년 10월 29일에 원본 문서에서 보존된 문서.
- McAlea, Dominic; Kaiser, Colin; Lund, Terje; Hoel, Oyvind (1994년 12월 28일). “Final report of the United Nations Commission of Experts established pursuant to security council resolution 780 (1992), S/1994/674/Add.2 (Vol. V)”. United Nations Security Council. 2013년 10월 29일에 원본 문서에서 보존된 문서. 2013년 3월 8일에 확인함.
- “Odluka” [Decision]. 《Narodne novine》 (크로아티아어) (Narodne novine) (53). 1991년 10월 8일. ISSN 1333-9273. 2009년 9월 23일에 원본 문서에서 보존된 문서.
- “Presuda i rješenje br. I Kž 985/03-9” [Judgement and decision nr. I Kž 985/03-9] (크로아티아어). Supreme Court of Croatia. 2004년 6월 2일.
- “The Prosecutor vs. Milan Martic – Judgement” (PDF). International Criminal Tribunal for the former Yugoslavia. 2007년 6월 12일.
- “The Prosecutor vs. Rahim Ademi and Mirko Norac - Consolidated Indictment”. International Criminal Tribunal for the former Yugoslavia. 2004년 5월 27일.
- “View from the Hague - Trial Against Mirko Norac” (PDF). International Criminal Tribunal for the former Yugoslavia. 2004년 6월 2일. 6쪽.